# Pseudoblabes oophora
Pseudoblabes oophora är en fjärilsart som beskrevs av Philipp Christoph Zeller 1853. Pseudoblabes oophora ingår i släktet Pseudoblabes och familjen björnspinnare. Inga underarter finns listade i Catalogue of Life.